# San Marino en los Juegos Olímpicos de Atlanta 1996
San Marino estuvo representado en los Juegos Olímpicos de Atlanta 1996 por siete deportistas, seis hombres y una mujer, que compitieron en seis deportes.
El portador de la bandera en la ceremonia de apertura fue el atleta Manlio Molinari. El equipo olímpico sanmarinense no obtuvo ninguna medalla en estos Juegos.